# Hans-Böckler-Preis der Stadt Köln

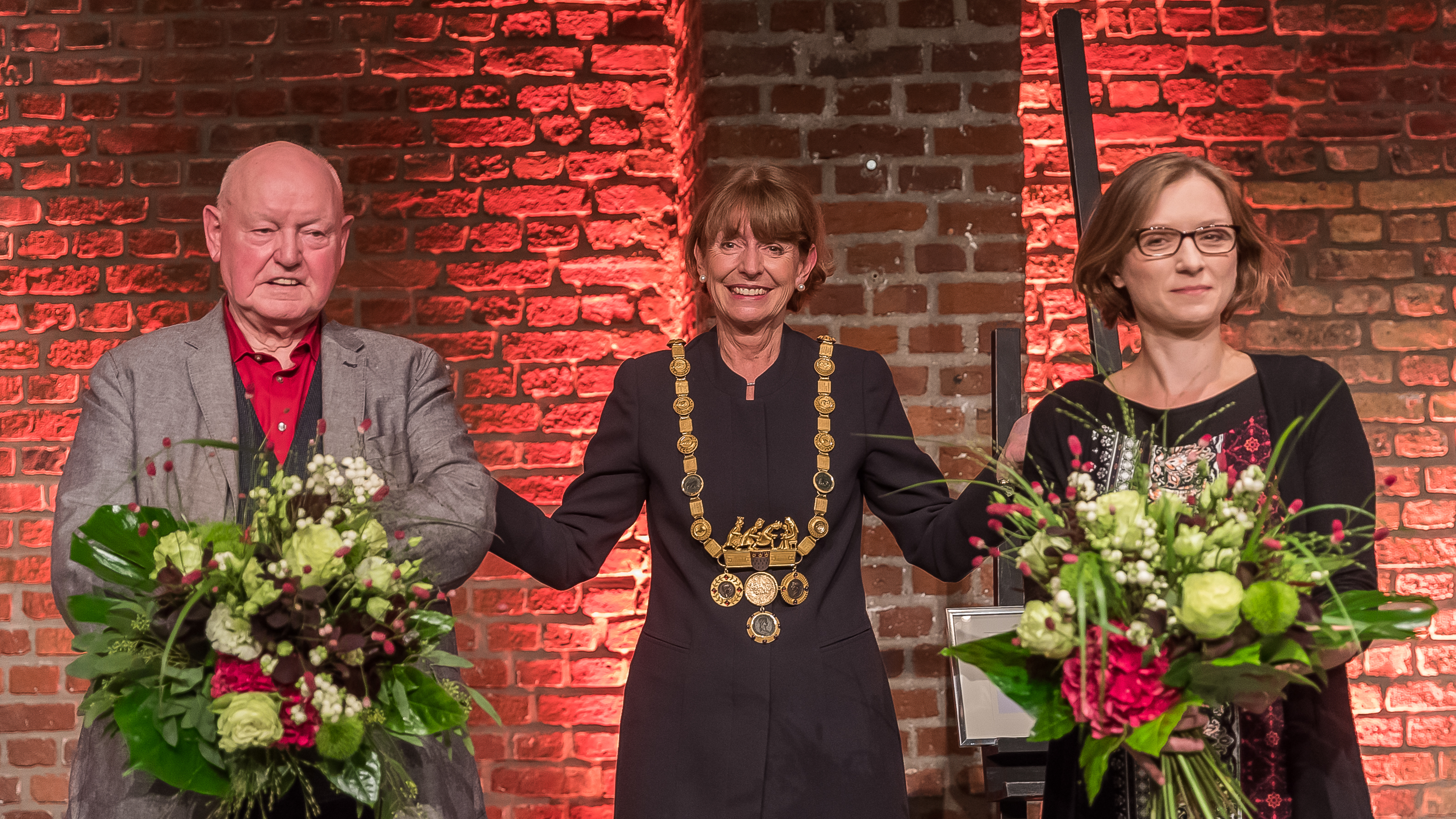
Preisträger 2021: Konrad Gilges und Lisa Herzog mit Oberbürgermeisterin Henriette Reker (Mitte)

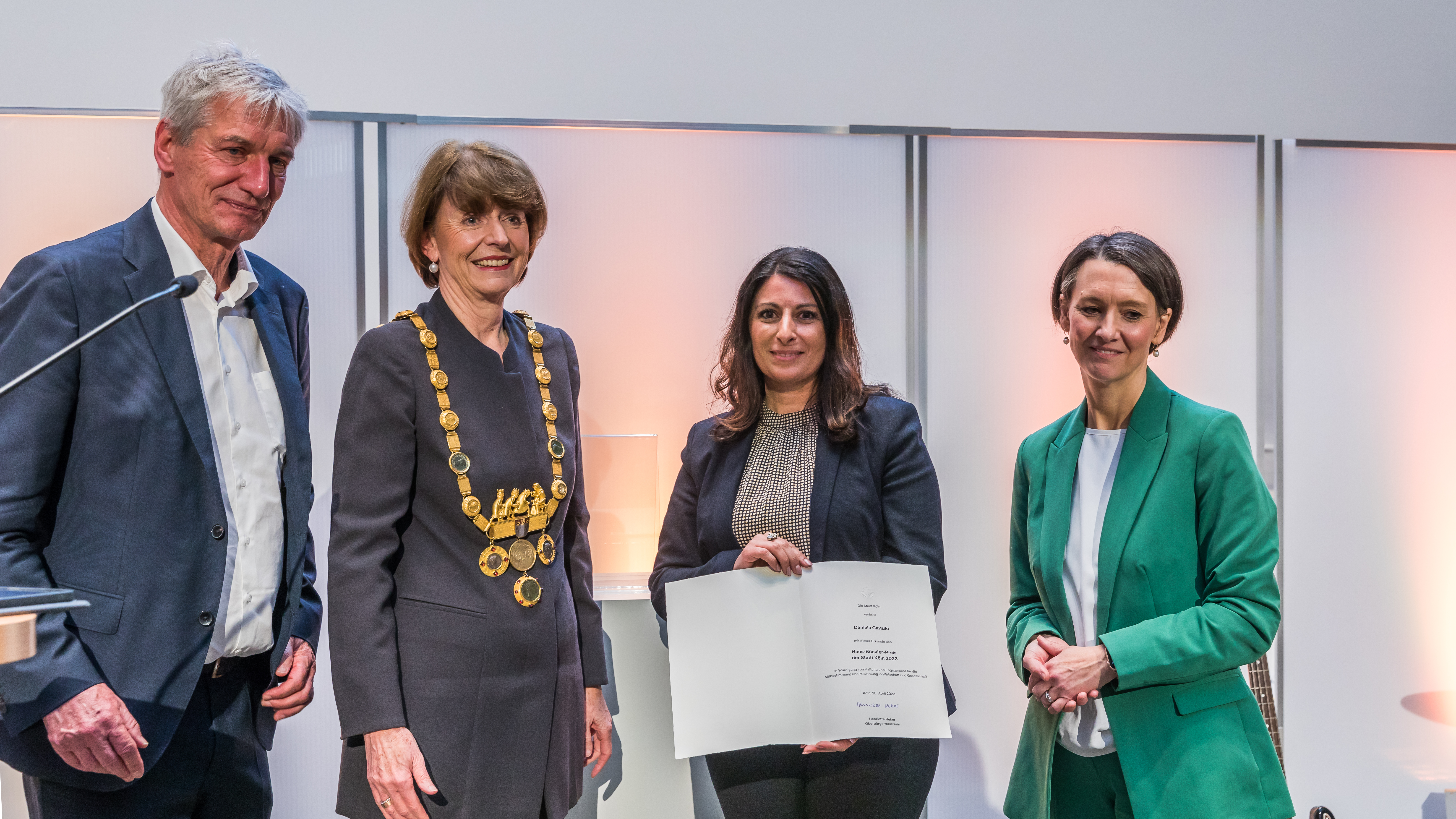
Gruppenfoto nach der Verleihung des Hans-Böckler-Preises 2023: Witich Roßmann (DGB-Vorsitzender Köln), Henriette Reker (Oberbürgermeisterin Köln), Preisträgerin Daniela Cavallo und Laudatorin Claudia Bogedan (Geschäftsführerin der Hans-Böckler-Stiftung)

Der Hans-Böckler-Preis der Stadt Köln wird von der Stadt Köln seit 2005 in zweijährlichem Rhythmus verliehen, davor gab es bis 2002 den Hans-Böckler-Preis der Hans-Böckler-Stiftung und des DGB.
Im Gedenken an den Ehrenbürger der Stadt Köln seit 1951, Hans Böckler, wird der Preis für besondere Verdienste um die Verbesserungen der Arbeits- und Lebensbedingungen, die Schaffung von Arbeits- und Ausbildungsplätzen, Bildung und Weiterbildung, den sozialen Zusammenhalt und das solidarische Miteinander der Menschen sowie die Mitbestimmung und die Mitwirkung in Wirtschaft und Gesellschaft verliehen.
Ein Kuratorium, bestehend aus dem Kölner Oberbürgermeister, dem Vorsitzenden der Hans-Böckler-Stiftung, dem Vorsitzenden des Deutschen Gewerkschaftsbundes (Region Köln), einem Sponsorenvertreter sowie Fraktionsmitgliedern des Rates der Stadt Köln im Ausschuss Soziales und Senioren, entscheidet über die Vergabe des Preises.
Der Hans-Böckler-Preis der Stadt Köln wurde im Jahr 2005 noch mit 20.000 Euro dotiert, seit 2007 wird dieser ohne Dotierung vergeben.

## Preisträger
- 2005: Walter Riester
- 2007: Heinz Soénius
- 2009: Vladimír Špidla[1]
- 2011: Wanja Lundby-Wedin[2]
- 2019: Günter Wallraff und das Projekt Liefern am Limit[3]
- 2021: Lisa Herzog und Konrad Gilges[4]
- 2023: Daniela Cavallo[5]